# Mike Judge
Pour les articles homonymes, voir Judge.
Mike Judge est un acteur, scénariste, producteur, réalisateur et compositeur américain né le 17 octobre 1962 à Guayaquil (Équateur), mieux connu comme étant le créateur de la série télévisée animé Beavis et Butt-Head (Beavis and Butt-head) popularisé sur MTV ainsi que la plus connue série King of the Hill, il fut aussi le scénariste et réalisateur du film culte aux États-Unis, 35 heures, c'est déjà trop (Office Space).

## Biographie

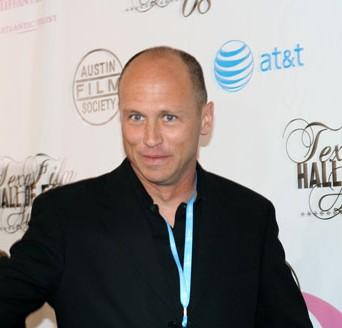
Mike Judge

Bien que né à Guayaquil, (Équateur), Judge grandit à Albuquerque, Nouveau-Mexique, il obtient un diplôme de physique à l'université de Californie, San Diego, travaille en tant qu'ingénieur et musicien, puis déménage à Dallas pour poursuivre sa carrière de musicien. Cependant, il s'intéresse très tôt aux dessins animés alors en développement.
En 1991 son court métrage animé Office Space (également connu sous the Milton series of shorts) est sélectionné par Comedy Central durant un festival d'animation à Dallas.
Puis, en 1992 il développe Frog Baseball, un court métrage animé avec une courte apparition pour la première fois des personnages Beavis et Butt-Head que l'on retrouve dans Liquid Television, une série animée du début des années 90 sur MTV qui lança de nombreux dessins animés originaux. Ce programme court permet la création de la série Beavis et Butt-Head (Beavis and Butt-head) sur MTV, dans laquelle Judge joue les deux personnages principaux ainsi que la majorité des personnages secondaires. La série est diffusée de 1993 à 1997 et a engendré une version longue au cinéma Beavis et Butt-Head se font l'Amérique en 1996.
En 1997 Judge quitte MTV pour créer Les Rois du Texas sur la Fox. Plusieurs des personnages qu'il a créés sont basés sur des personnes qu'il a rencontrées lorsqu'il vivait au Texas, Judge continue de faire les voix en jouant Hank Hill et Boomhauer.
En 1999 Judge écrit et réalise la comédie 35 heures, c'est déjà trop, qui est basé sur la série de cartoon Milton qu'il avait créé pour le Saturday Night Live. Dans le film il se donne l'apparence d'un camé, Stan directeur constipé de la chaîne de restaurants Chotchkie's qu'il complète d'une fausse moustache et d'un postiche. Le film n'a eu qu'un faible succès lors de sa sortie en salles, mais est depuis devenu un film culte cumulant des millions de ventes de vidéos et DVD.
Depuis l'automne 2003, Judge a créé un festival d'animation itinérant couronné de succès en compagnie du dessinateur Don Hertzfeldt appelé "The Animation Show". "The Animation Show" parcours le pays chaque année à la recherche de dessinateurs indépendants en regardant leurs courts métrages animés.
Le film Idiocracy, une comédie futuriste avec Luke Wilson et Maya Rudolph, dont la sortie au cinéma aux États-Unis en septembre 2006 fut en partie compromise, après avoir été repoussé maintes fois : la 20th Century Fox l'avait ainsi mis en suspens deux années de suite. Ainsi, le film qui bénéficia d'une sortie limitée fut dépourvu de campagne publicitaire et de bande-annonce malgré l'appréciation du public lors des projections-tests. Il est en passe de devenir un film-culte selon le New York Times (mai 2009).
Son dernier film en date, Extract, est sorti en 2009.
En 2014 Mike Judge co-crée avec John Altschuler et Dave Krinsky la série Silicon Valley partiellement inspiré de sa carrière d'ingénieur dans la Silicon Valley.

## Filmographie

### Comme réalisateur
- 1991 : The Honky Problem
- 1992 : Frog Baseball
- 1993 : Beavis et Butt-Head (Beavis and Butt-head) (série télévisée)
- 1993 : Saturday Night Live (série télévisée)
- 1995 : Beavis and Butt-Head Do Christmas (TV)
- 1996 : Beavis et Butt-Head se font l'Amérique (Beavis and Butt-Head Do America)
- 1999 : 35 heures, c'est déjà trop (Office Space)
- 2000 : Monsignor Martinez (TV)
- 2006 : Idiocracy
- 2009 : Extract
- 2014 : Silicon Valley (TV)
- 2017 : Mike Judge Presents: Tales from the Tour Bus (série documentaire)

### Comme scénariste
- 1991 : Inbred Jed
- 1992 : Frog Baseball
- 1993 : Saturday Night Live[1] (série télévisée)
- 1995 : Beavis and Butt-Head Do Christmas (TV)
- 2022 : Beavis and Butt-Head Do the Universe[2]

### Comme acteur
- 1991 : The Honky Problem : Inbred Jed (voix)
- 1991 : Office Space : Milton and Others (voix)
- 1992 : Frog Baseball : Beavis et Butt-head (voix)
- 1994 : Airheads : Beavis et Butt-head (voix)
- 1995 : Beavis and Butt-Head Do Christmas (TV) : Beavis, Butt-Head, Tom Anderson, David Van Driessen, Mr. Stevenson, Burger World Manager, principal McVicker, Bradley Buzzcut et Maxi-Mart Owner
- 1996 : Beavis et Butt-Head se font l'Amérique (Beavis and Butt-Head Do America) : Beavis, Butt-Head, Tom Anderson, Mr. Van Driessen et principal McVicker (voix)
- 1997 : Austin Powers (Austin Powers: International Man of Mystery) : Beavis et Butt-Head (voix)
- 1997 : Mene Tekel : Beavis et Butt-head (voix)
- 1999 : 35 heures, c'est déjà trop (Office Space) : Stan, Chotchkie's Manager
- 1999 : South Park, le film (South Park: Bigger Longer and Uncut) : Kenny's Goodbye (voix)
- 2001 : Spy Kids : Donnagon et Donnamight
- 2002 : Spy Kids 2 : Espions en herbe (Spy Kids 2: Island of Lost Dreams) : Donnagon Giggles
- 2002 : Au service de Sara (Serving Sara) : motel clerk
- 2003 : Spy Kids 3 : Mission 3D (Spy Kids 3-D: Game Over) : Donnagon Giggles
- 2018 : The Front Runner de Jason Reitman : Jim Savage
- 2022 : Beavis and Butt-Head Do the Universe : Beavis, Butt-Head, Mr. Van Driessen et principal McVicker (voix)

### Comme producteur
- 1991 : The Honky Problem
- 1992 : Frog Baseball
- 1993 : Beavis et Butt-Head (Beavis and Butt-head) (série télévisée)
- 1995 : Beavis and Butt-Head Do Christmas (TV)
- 1996 : Beavis et Butt-Head se font l'Amérique (Beavis and Butt-Head Do America)
- 1997 : Les Rois du Texas (King of the Hill) (série télévisée)
- 1999 : 35 heures, c'est déjà trop (Office Space)
- 2000 : Monsignor Martinez (TV)
- 2003 : The Animation Show
- 2005 : The Animation Show 2005
- 2017 : Mike Judge Presents: Tales from the Tour Bus (série documentaire)
- 2022 : Beavis and Butt-Head Do the Universe[3]

### Comme compositeur
- 1991 : The Honky Problem
- 1999 : Office Space

## À noter
- Il fait la voix emmitouflée de Kenny McCormick dans South Park, le film : Plus long, plus grand et pas coupé (South Park: Bigger Longer and Uncut) : Kenny's Goodbye (voix).
- Mike Judge vit actuellement avec sa femme et ses deux enfants à Austin.
- Mike Judge fit aussi, le temps d'un sketch, une apparition dans les films Jackass: Number Two (2006) et Jackass 2.5 (2007).